# Clinch River
Der Clinch River ist ein 483 Kilometer langer rechter Nebenfluss des Tennessee Rivers im südwestlichen Virginia und im Osten von Tennessee in den USA.  

## Geographie

### Flusslauf
Der Clinch River hat seinen Ursprung am Buckhorn Mountain im Tazewell County in Virginia. 
Er fließt in südwestlicher Richtung nach Tennessee. Bei Kingston mündet der Clinch River in den Tennessee River.

### Durchflossene Stauseen
Der Clinch River wird zweimal aufgestaut: durch den Norris Dam, dem ersten von der Tennessee Valley Authority (TVA) erbauten Staudamm, sowie dem Melton Hill Dam, dem einzigen nicht am Hauptstrom gelegenen TVA-Damm, der eine Schleuse aufweist. 

### Nebenflüsse
Ein wichtiger Nebenfluss des Clinch River ist der Powell River. Die Einzugsgebiete der beiden Flüsse wird durch den Powell Mountain getrennt. 
Zwischen den beiden Staudämmen fließen dem Clinch River folgende Flüsse zu: Coal Creek, Bull Run Creek und Beaver Creek. 
Poplar Creek mündet unterhalb des Melton Hill Dam in den Clinch River.

## Geschichte
Eine Halbinsel an der Mündung des Clinch River, der sogenannte "Southwest Point", war die Stelle einer Festung, Fort Southwest Point, die kürzlich wieder aufgebaut wurde.
Der Platz war für die Urbevölkerung von Bedeutung.
Ein Vertrag zwischen den Cherokee und den Siedlern wurde hier unterzeichnet und erlaubte die Verlegung der Hauptstadt von Tennessee an diesen Ort.
Der Fluss hieß früher auch "Clinch's River" oder "Pelisipi River". 

Ein großes Kohlekraftwerk liegt am Clinch River, bei Carbo im Russell County gelegen.
Es wurde 1957 errichtet und gehört zu Appalachian Power, einem Unternehmen von American Electric Power. 
Am 25. Juni 2008 wurde vom Air Pollution Control Board von Tennessee der Bau eines weiteren Kohlekraftwerks wenige Kilometer entfernt nahe St. Paul für Dominion Virginia Power genehmigt.
Die Belastung von Boden und Gewässern der Region durch den Bergbau sind im Fokus von Umweltschützern.
Insbesondere deshalb weil mehrere seltene Tierarten im Clinch River leben.
Anfang der 2000er Jahre wurden im Gebiet um Cleveland Muscheln wieder angesiedelt, deren Population im 20. Jahrhundert durch die Verschmutzung des Gewässers verschwand.  
2008 gelangte Flugasche in den unteren Flussabschnitt des Clinch River, unterhalb der Mündung des Emory River. 

## Ökologie
Im Clinch River oberhalb von Clinton und unterhalb des Norris Dam setzt die Tennessee Wildlife Resources Agency Regenbogenforellen und Bachforellen aus. 
Bevor der Clinch River aufgestaut wurde, war der Fluss ein wichtiger Lebensraum für Süßwassermuscheln und ein wichtiger Lieferant von Süßwasserperlen.
Die Flüsse in den südlichen Appalachen sind bemerkenswert für ihre reiche Biodiversität an Muscheln.
Muscheln bildeten früher für die Urbevölkerung einen wichtigen Nahrungsbestandteil.
Die Siedler verwendeten die Muscheln als Fischköder und als Schweinefutter.
Die Süßwasserperlenindustrie hatte ihre Blütezeit Ende des 19. und Anfang des 20. Jahrhunderts.
Clinch River und Emory River waren das Zentrum dieses Wirtschaftszweigs.
Tennessee war unter den sechs US-Bundesstaaten mit der größten Süßwasserperlenproduktion.
Mit dem Bau der TVA-Staudämme ging die Zeit der Muschel-basierten Industrie zu Ende.